# 흥부네 박터졌네
《흥부네 박터졌네》는 2003년 10월 27일부터 2004년 4월 29일까지 방영된 SBS 일일드라마이다.

## 기획 의도
흥부와 놀부로 대변되는 두 형제의 가정의 중심으로 벌어지는 일상을 가벼운 코믹터치로 풀어가는 홈드라마

## 등장 인물

### 만보네
- 이순재 : 박만보 역 - 형
- 김용림 : 김순자 역 - 만보의 처
- 임지은 : 박미리 역 - 만보의 딸
- 김지훈 : 박영구 역 - 만보의 아들, 춘보와 점순의 친아들

### 춘보네
- 장용 : 박춘보 역 - 동생
- 박원숙 : 오점순 역 - 춘보의 처
- 조상기 : 박장구 역 - 춘보의 장남
- 홍충민 : 정소영 역 - 장구의 처
- 이동건 : 박상구 역 - 춘보의 차남
- 김태희 : 박수진 역 - 춘보의 딸

### 수창네
- 정한용 : 장수창 역 - 의류회사 사장
- 선우은숙 : 이영주 역 - 수창의 처
- 연정훈 : 장현태 역 - 수창의 아들, 수진의 연인

### 단비네
- 김영옥 : 김미실 역 - 단비의 할머니
- 장미희 : 배연지 역 - 밤무대 여가수
- 조여정 : 오단비 역 - 영구의 연인

### 그 외 인물
- 정성화 : 차대수 역 - 현태의 동창
- 전주희 : 강해라 역 - 상구의 친구
- 변정민 : 홍지원 역 - 상구의 회사 사장이자 연인
- 박정선
- 신성록
- 김희정
- 황미선
- 여호민
- 전성우
- 이승민
- 황보라
- 김은경
- 이동진
- 박정선
- 김동균
- 김형범
- 백승욱
- 원숙희
- 이동훈
- 장은비
- 최범호
- 이지형
- 조재혁
- 라윤경
- 이매리
- 전희주
- 민경조
- 옥승일
- 오아랑
- 이진목
- 최은석
- 노수성

## 결방
- 2003년 11월 6일 : 6시 55분부터 수원컵 4개국 청소년 축구대회 대한민국 VS 콜롬비아 중계방송으로 인해 결방
- 2003년 11월 18일 : 6시 55분부터 국가대표 축구 평가전 대한민국 VS 불가리아 중계방송으로 인해 결방
- 2003년 11월 28일 : 국정진단 대통령에게 듣는다 <변화와 희망으로> 편성으로 인해[2] <오픈드라마 남과여>와 동시 결방
- 2003년 12월 10일 : 7시 5분부터 동아시아 축구 선수권대회 <대한민국 VS 일본> 중계방송으로 인해 결방
- 2003년 12월 31일 : SBS 연기대상 편성으로 인해 결방
- 2004년 1월 21일 : 8시 35분부터 설특집 <올스타 대격돌> 편성으로 인해 결방
- 2004년 1월 22일 : 8시 35분부터 설특집 <스타 마술대회> 편성으로 인해 결방
- 2004년 1월 23일 : 8시 35분부터 설특집 <2004 강호동 박수홍의 만명에게 물었습니다> 편성으로 인해 결방
- 2004년 3월 1일 : 신사옥 오픈 특선대작 <해리 포터와 마법사의 돌> 편성으로 결방
- 2004년 3월 3일 : 6시 45분부터 2004년 하계 올림픽 축구 예선 <대한민국 VS 중국> 중계방송으로 인해 결방 (SBS 8 뉴스는 8시에서 8시 55분, 생방송 투데이는 6시 20분에서 6시로 이동)
- 2004년 3월 12일 : <노무현 대통령 기자회견> 때문에 결방
- 2004년 3월 25일 : 대한민국 제17대 국회의원 선거 관련 여론조사 편성으로 인해 결방
- 2004년 4월 15일 : <2004 국민의 선택> 1~5부 편성으로 인해 결방

## 편성 변경
- 2004년 3월 23일 : 6시 55분부터 청소년축구 한일전 중계방송으로 결방될 예정이었지만 일찍 끝나 정상 방영
- 2004년 3월 24일 : 9시 30분부터 2004 하계 올림픽 아시아 최종예선 <대한민국 VS 말레이시아> 중계방송으로 인해 8시 55분에 방영
- 2004년 4월 29일 : 《압구정 종갓집》 편성 이동으로 인해 8시 50분부터 65분간 방영

## 참고 사항
- 담당 PD 안판석이 MBC에 사표를 내고 김종학 프로덕션으로 자리를 옮긴 뒤에 처음 연출한 작품이다.
- 당초 2003년 10월 22일 첫 회가 나갈 예정이었지만 전작의 조기종영으로 급하게 편성되면 해가 될 수 있다는 판단 아래 2003년 10월 27일로 첫 방영일이 변경됐다.
- 정계 진출로 방송을 떠났던 정한용이 해당 드라마로 <아파트> 이후 8년 만에 드라마에 복귀하였다.[3]
- 김태희(박수진 역), 정한용(장수창 역)을 해당 드라마가 끝난 뒤 시작한 자사 드라마스페셜 <천국의 계단>에 투입시켜 비난을 샀다.[4]
- '짝짓기 놀음', 우연의 남발 등의 억지 전개로 인해 비판을 받았다.[5]
- 동시간대 시트콤 《달려라 울엄마》와 iTV가 월~목 9시 30분 편성된 《해바라기 가족》을 끝으로 일일드라마를 폐지하는 대신[6] 2003년 2월 3일부터 월~금 오후 9시 30분으로 이동한 iTV 연예정보 프로그램 <연예로드쇼 하이파이브>의 인기로 인해 저조한 시청률을 기록하였는데 여성들이 스스로의 능력을 발휘 못한 데다 남성의 절대적 도움이 필요한 존재로 묘사됐다는 지적을[7] 받았다.
- 종영일이 2004년 4월 23일이었으나 후속작인 <소풍가는 여자>의 남녀 주인공 확정 문제[8] 등을 고려하여 2004년 4월 29일 막을 내렸고, 이 때문에 <소풍가는 여자>는 2004년 5월 3일로 첫 회가 변경됐다.
- 시트콤 <압구정 종갓집>이 밤 9시 20분으로 시간대가 변경되면서 <흥부네 박터졌네>의 마지막 회는 밤 8시 50분으로 변경되어 방영되었으며 <압구정 종갓집>은 결방되었다.
- SBS는 해당 드라마 마지막회 다음 날인 2004년 4월 30일 8시 50분부터 10시까지 특집 <김국진 김용만의 코치>를 내보냈고[9] 이 과정에서 시트콤 <압구정 종갓집>이 2일 연속 결방됐다.

## 수상 경력
- 2003년 SBS 연기대상 공로상 박원숙
- 2003년 SBS 연기대상 뉴스타상 김태희
- 2003년 SBS 연기대상 연속극부문 남자 연기상 이순재